# تپه کریم
تپه کریم مربوط به نو سنگی - هزاره ۵ تا ۳ قبل از میلاد است و در شهرستان سرپل ذهاب، بخش مرکزی، دهستان حومه سرپل، ۱ کیلومتری جنوب غرب روستای شمشیره داره رش واقع شده و این اثر در تاریخ ۲۷ اسفند ۱۳۸۷ با شمارهٔ ثبت ۲۶۲۸۱ به‌عنوان یکی از آثار ملی ایران به ثبت رسیده است.